# Ковдорський міський округ
Ковдо́рський міськи́й о́круг (рос. Ковдорский городской округ) — міський округ (в 1979–2004 роках — район) у складі Мурманської області, Росія. Адміністративний центр — місто Ковдор.

## Адміністративний поділ
Район адміністративно поділяється на 2 округи:
| Округ             | Площа, км² | Населення, осіб | Рік  | Центр    | Населені пункти |
| ----------------- | ---------- | --------------- | ---- | -------- | --------------- |
| Йонський округ    | -          | 2477            | 2010 | Йонський | 5               |
| Ковдорський округ | -          | 18820           | 2010 | Ковдор   | 1               |

До складу міського округу входять такі населені пункти:
| Населений пункт   | Населення, осіб (2010) |
| ----------------- | ---------------------- |
| Ковдорський округ |                        |
| Ковдор            | 18820                  |
| Йонський округ    |                        |
| Йона              | 314                    |
| Йонський          | 1534                   |
| Куропта           | 90                     |
| Лейпі             | 346                    |
| Ріколатва         | 193                    |